# Mairang
Mairang é uma cidade e uma town area committee no distrito de West Khasi Hills, no estado indiano de Meghalaya.

## Geografia
Mairang está localizada a 25° 34′ N, 91° 38′ L. Tem uma altitude média de 1564 metros (5131 pés).

## Demografia
Segundo o censo de 2001, Mairang tinha uma população de 11,517 habitantes. Os indivíduos do sexo masculino constituem 50% da população e os do sexo feminino 50%. Mairang tem uma taxa de literacia de 62%, superior à média nacional de 59.5%: a literacia no sexo masculino é de 62% e no sexo feminino é de 63%. Em Mairang, 22% da população está abaixo dos 6 anos de idade.